# Erich Leitenberger
Erich Leitenberger (* 7. August 1944 in Wien; † 18. Jänner 2021 ebenda ) war ein österreichischer Publizist und Journalist. Er war langjähriger Kommunikationsdirektor der Erzdiözese Wien und Chefredakteur der katholischen Nachrichtenagentur Kathpress sowie Pressesprecher des Ökumenischen Rats der Kirchen in Österreich und Pressereferent der Stiftung Pro Oriente.

## Leben
Leitenberger war von 1967 bis 1974 Redakteur bei der österreichischen Tageszeitung Die Presse. 1974 bestellte ihn Kardinal Franz König zum Pressesprecher der Erzdiözese Wien; diese Aufgabe hatte Leitenberger – mit Unterbrechung von 1996 bis 1999 – bis zum Mai 2011 inne. Von 1981 bis 2009 war er zudem Chefredakteur der Katholischen Presseagentur Kathpress.
Nach seiner Pensionierung als Pressesprecher der Erzdiözese Wien im Jahr 2011 leitete er bis zu seinem Tod ehrenamtlich die Pressearbeit bei der Stiftung Pro Oriente, wo er sich für den Dialog zwischen Ost und West engagierte, war im Vorstand des Ökumenischen Rats der Kirchen in Österreich (ÖRKÖ) und dessen Pressesprecher, Vizepräsident der Kardinal-König-Stiftung.
1988 wurde Erich Leitenberger von Kardinal-Großmeister Maximilien de Fürstenberg zum Ritter des Ritterordens vom Heiligen Grab zu Jerusalem ernannt und am 1. Oktober 1988 im Wiener Stephansdom durch Gebhard Koberger, Propst von Stift Klosterneuburg und Großprior der österreichischen Statthalterei, investiert. Er engagierte sich für zahlreiche sozialen Projekte im Heiligen Land. Zuletzt war er Offizier des Päpstlichen Laienordens.
Als Vizepräsident der Kardinal-König-Stiftung engagierte sich Leitenberger unter anderem zugunsten chaldäischer Christen und unterstützte sie bei ihrer Rückkehr in die nordirakische Ninive-Ebene, ihre angestammte Heimat, aus der sie von der Terrormiliz IS vertrieben worden waren. Zuletzt war er 2017 im Irak, um sich persönlich ein Bild von der Situation einheimischer Christen zu machen.

## Würdigungen
In einer ersten Reaktion auf den Tod Erich Leitenbergers bezeichnete ihn Christoph Kardinal Schönborn als „langjährige Stimme der Kirche in Österreich“. Der Linzer Bischof Manfred Scheuer würdigte Leitenberger als „eine Brücke in die Welt der Medien, in die Ökumene, aber auch zur Politik und Gesellschaft“. Der Vorsitzende der Österreichischen Bischofskonferenz Erzbischof Franz Lackner bezeichnete Leitenberger als einen „über Jahrzehnte ein geschätzter Berater und eine kompetente Stimme, die in den Medien für Qualität bürgte“. Für Otto Friedrich (Die Furche) verdiente Leitenberger, der in der Ära Groër ebenso unerschütterlich loyal zu seiner Kirche wie in der nachfolgenden Amtszeit von Kardinal Schönborn gestanden sei, das „Prädikat Institution“.
Der Griechisch Orthodoxe Metropolit von Austria Arsenios Kardamakis bezeichnete Leitenberger als „treuen Freund der Metropolis und ein Pionier der Ökumene“. Der Vorsitzende der österreichischen Paneuropajugend Philipp Jauernik betonte in einer Erklärung zum Tod Leiternbergers dass, was er für die Menschen hinter dem Eisernen Vorhang und damit auch für das Ansehen Österreichs in den betroffenen Regionen geleistet hat, bislang  viel zu wenig beachtet und gewürdigt werde. Leitenberger sei ein „großartiger Journalist, ein Lehrer und ein lieber Freund“ gewesen, so der frühere Direktor der italienischen katholische Nachrichtenagentur SIR, Paolo Bustaffa.
Der Wiener Erzbischof Christoph Schönborn zelebrierte am 3. Februar 2021 im Stephansdom ein feierliches Requiem für Leitenberger und würdigte ihn als zuverlässigen „Mann des Wortes“. Der griechisch orthodoxe Metropolit Arsenios von Austria hielt am Ende des Gottesdienstes ebenfalls ein orthodoxes Totengedenken (Parastasis oder auch Panichida). Am 5. Februar 2021 wurde er am Salzburger Kommunalfriedhof bestattet.

## Ehrungen und Auszeichnungen
- 1998 Leopold Kunschak-Pressepreis
- 2002 Berufstitel Professor durch die Republik Österreich[13]
- 2012 Goldene Ehrenzeichen für Verdienste um die Republik Österreich[14]
- Päpstlicher Gregoriusorden